# 濟科夫冰川
70°37′S 164°46′E / 70.617°S 164.767°E
濟科夫冰川（Zykov Glacier），是南極洲的冰川，位於維多利亞地的彭內爾海岸，處於阿納雷山脈，全長40公里，終點在威廉斯角和庫珀海崖之間，在1958年由蘇聯探險隊拍攝照片。